# Komsi
Komsi es un municipio del distrito de Mat, en el condado de Dibër, Albania. 
Se encuentra situado en la zona centro-norte del país, a poca distancia al noreste de Tirana y al oeste de la frontera con Macedonia del Norte. A finales de 2011 contaba con una población de 4283 habitantes.